# Броневицька Ілона Олександрівна
Ілона Олександрівна Броневицька (нар.. 17 лютого 1961, Ленінград) — радянська і російська естрадна співачка, акторка, теле- і радіоведуча. Лауреат Всесоюзного конкурсу виконавців «Ялта 88». Одна з ведучих телепрограми «Ранкова пошта», підприємець, володіє фірмою, що займається стерилізацією безпритульних собак за держзамовленням. Дочка співачки Едіти П'єхи та Олександра Броневицького, мати Стаса П'єхи.
Внесена до «чистилища» бази «Миротворець» за свідоме порушення державного кордону України. Взяла участь в пропагандистських акціях в анексованому РФ Криму у червні 2017 року під час святкування дня міста Севастополя.

## Біографія
Ілона Олександрівна Броневицька народилася 17 лютого 1961 року в Ленінграді в родині відомої естрадної співачки Едіти П'єхи (нар. 1937) і засновника ансамблю «Дружба», композитора Олександра Броневицького (1931—1988).
У 1978—1982 роках навчалась у Ленінградському державному інституті театру, музики і кінематографії на естрадному відділенні драматичного факультету.
Закінчивши інститут, Ілона Броневицька працювала в театрі «Буф», а в 1986—1988 рр. співала в колективі Едіти П'єхи. У 1988 році Броневицька стала лауреатом Всесоюзного конкурсу виконавців «Ялта-88», отримавши третю премію, після чого розпочала концертну діяльність. У 1989 році вона дала перший сольний концерт в Іркутську, а в 1995 році випустила перший сольний альбом «Танці на сніданок». Популярність Ілона Броневицька здобула завдяки участі в програмі «Ширше коло» як ведуча. У 1995—1997 рр. вела програму «Ранкова пошта».
У вересні 2016 року стала довіреною особою партії «Єдина Росія» на виборах до Державної думи VII скликання.

## Бізнес
Ілона Броневицька є головою правління АНО «Центр утримання бездомних тварин», а засновниками цієї фірми — її родичі: дочка Еріка Бистрова і чоловік Євген Тимошенков. Броневицька впроваджує у Підмосков'ї методику стерилізації бродячих собак, для цього вона створила АНО «Центр утримання бездомних тварин», співробітники якого почали відловлювати собак, стерилізувати їх, вакцинувати і випускати назад на вулиці міст для вільного проживання. В березні 2016 року адміністрація Ленінського району оголосила аукціон на участь у програмі ВСВП (відлов-стерилізація-вакцинація-повернення), єдину заявку подала організація Броневицької. У травні з нею укладено контракт до кінця року на суму 2,3 млн рублів. Згідно з контрактом, необхідно зловити, утримувати, стерилізувати і випустити 475 бездомних собак. На кожну виділяється близько 4,8 тис. рублів. Псів організація не каструє. У травні того ж року фірма актриси отримала контракт на надання послуг з регулювання чисельності безпритульних тварин на території населених пунктів міського поселення Митищі на суму 2 022 346 рублів.

## Нерухомість
У 1990-х роках Ілона Броневицька обміняла свою трикімнатну квартиру на аналогічну в Москві, в районі станції метро «Водний стадіон», потім її продала і виручені гроші вкладені у фінансову піраміду «Володар», однак у підсумку залишилася без грошей і житла.
У 2002 році газета «Комсомольська правда» повідомила, що Броневицька проживає в орендованій квартирі разом з сином, дочкою, чоловіком і домашніми тваринами.
У 2011 році Ілона Броневицька будувала дачний будинок на ділянці площею в 40 соток в селі Покровське Перемишлянського району Калузької області.
У 2017 році портал «Вести.ру» повідомив, що Ілоні Броневицькій раніше належали апартаменти вартістю 40 мільйонів рублів в елітному житловому комплексі в московському районі «Сокольніки».

## Дискографія
- 1995 — «Танці на сніданок»
- 1996 — «Що ви хочете, клієнти?»
- 2005 — «Пісні на сніданок»

## Телепередачі
- «Ширше коло»
- «Ранкова пошта»

## Фільмографія
- 1981 — «Наше покликання» — Герка Фрадкіна
- 1986 — «Я вожатий форпосту» — Герка Фрадкіна
- 1989 — «Куд-куд-куди?!..» —

## Родина та хобі
- Мати —  Едіта Станіславівна П'єха  (нар.. 31 липня 1937), знаменита естрадна співачка СРСР і Росії, Народна артистка СРСР (1988).
- Батько —  Олександр Олександрович Броневицький  (1931—1988), радянський композитор, хоровий диригент, засновник і керівник першого в СРСР вокально-інструментального ансамблю «Дружба» (Ленінград).
- Перший чоловік —  Пятрас Геруліс , литовський джазовий музикант, театральний режисер. Шлюб розпався в 1981 році[11].
  - Син —  Стас П'єха  (нар.. 13 серпня 1980), російський співак і поет.
    - Онук —  Петро П'єха  (́нар. 22 березня 2014 року).
- Другий чоловік —  Юрій Бистров , музикант, піаніст, композитор, працював музичним керівником театру «Буф»[12].
  - Дочка —  Еріка Юріївна Бистрова  (нар.. 20 травня 1986), архітектор, дизайнер інтер'єрів, закінчила  Московський архітектурний інститут[13].
    - Внучка —  Василіса  (нар.. 2 жовтня 2013).
- Третій чоловік —  Євген Тимошенков , музикант, працював клавішником у співачки Світлани Лазаревої[14].

Син Броневицької Стас П'єха стверджує, що його мати часто виїжджала на гастролі і приділяла йому та своїй родині мало часу, у підсумку у віці 15 років він отримав серйозну алкогольну залежність, вилікуватися від якої зміг тільки через два десятиліття. У 2017 році він зізнався, що внаслідок того що мати приділяла йому мало часу і була зосереджена на кар'єрі та своїх собаках, він відчував себе самотнім і отримав героїнову залежність і розлучився з наркотиками лише після того як пережив три інфаркти.
Давнє захоплення Броневицької — допомога бродячим собакам, вона бере участь у діяльності притулків для цих тварин, відвозить собак на лікування в Німеччину. В її особистому притулку «Домашній», який розташований у селищі Ізмайлово Ленінського району Московської області, перебуває 200 собак, з яких лише одна породиста, решта — це тварини, що народилися на вулицях. Станом на 2017 рік, вона була помічником Губернатора Московської області з питань поводження з безпритульними тваринами, відвідувала на цій посаді собачі притулки в різних районах регіону. При цьому Броневицька виступає категоричним противником гуманної евтаназії небажаних собак у муніципальних притулках, вважаючи, що цих тварин потрібно стерилізувати і випускати назад на міські вулиці.